# Корабель-носій

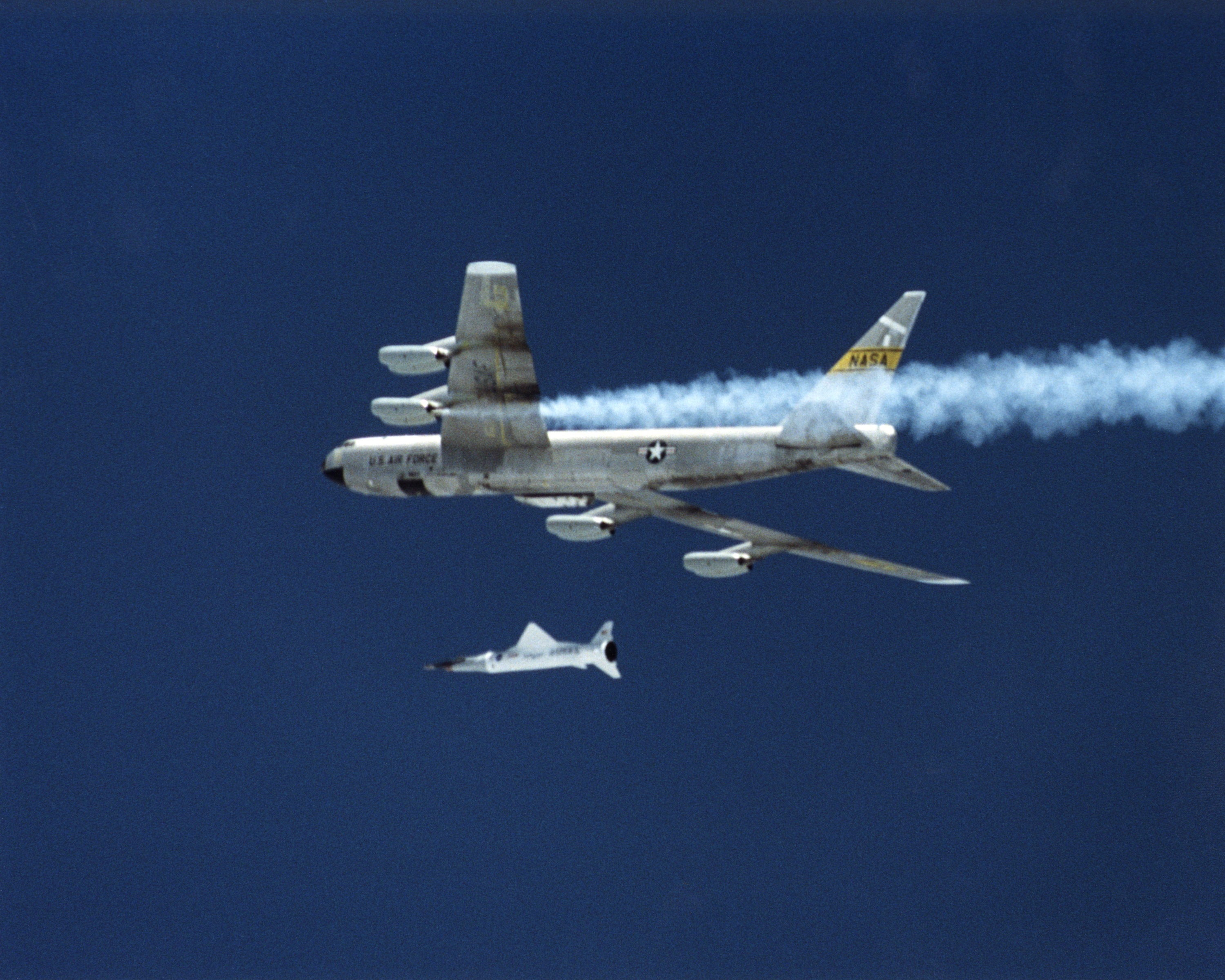
Boeing X-43 скидають з літака B-52 Stratofortress

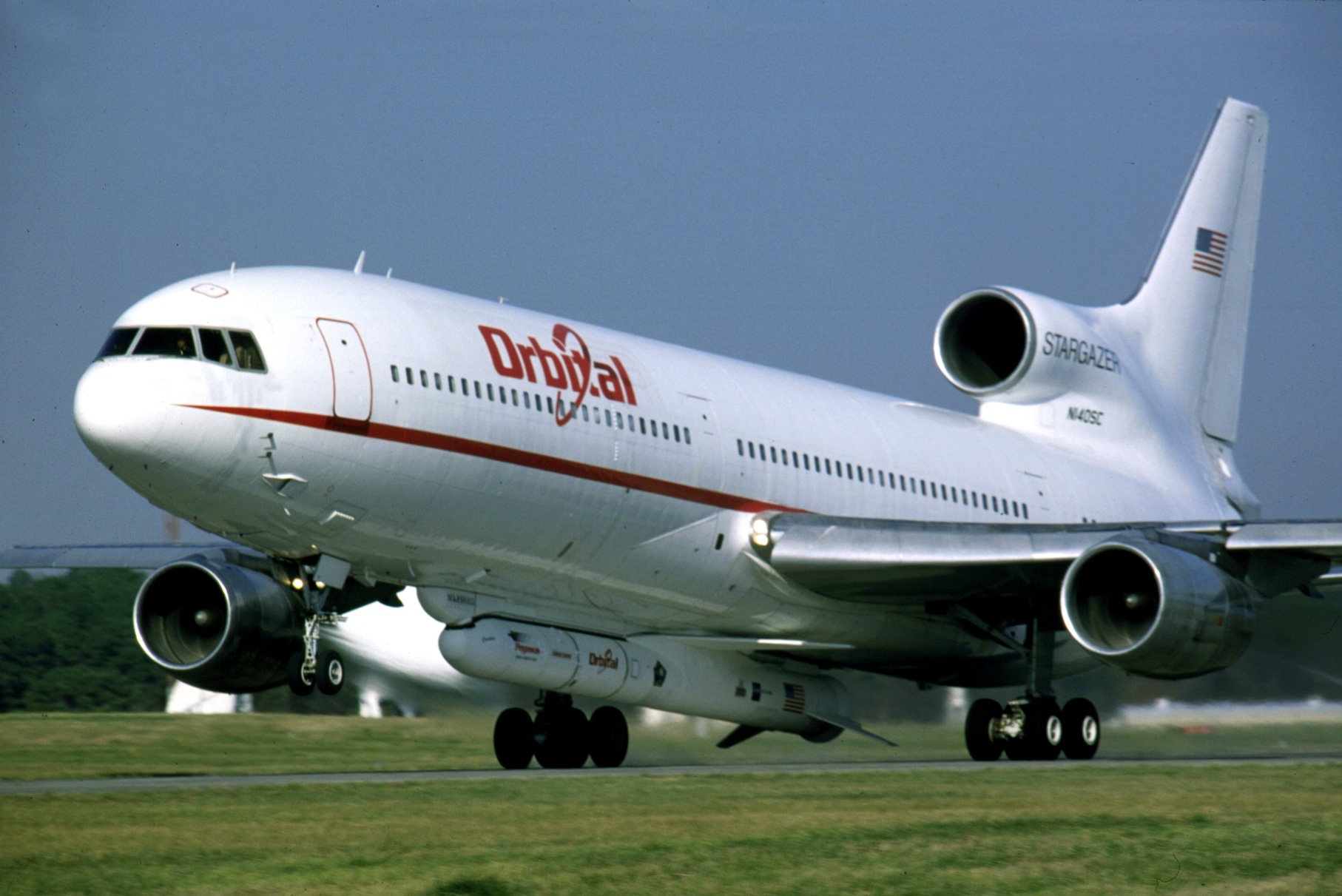
Orbital Sciences Stargazer, перероблений з літака Lockheed L-1011 TriStar 500 несе ракету Pegasus XL

Корабель-носій або корабель-матка — це великий транспортний засіб який керує, обслуговує або перевозить невелику техніку. Корабель-носій може бути кораблем, літаком або космічним апаратом.
Прикладом є бомбардувальники перероблені для перенесення експериментальних літаків на висоту, де проводять дослідження (наприклад, B-52 ніс X-15), або кораблі які перевозять невеликі субмарини у потрібні райони океану для дослідження (наприклад, Atlantis II перевозить Алвін).
Корабель-носій можуть також використовувати для ремонту малих суден або виконувати свої завдання.
Невеликі судна які служать або перевозять для більших суден мають назву тендери.

## Витоки
Термін корабель-носій з'явився у 19-му столітті за часів китобійної торгівлі коли виникла потреба у малих, швидких кораблях, щоб вистежувати і вбивати китів. Китове м'ясо з кількох човнів перевозили на великий, повільний корабель для його обробки та зберігання до повернення на сушу. Такий спосіб полювання був більш ефективним. Через те, що китобійний промисел зараз менший, тому рибалки використовують один великий корабель для зберігання. Такі кораблі мають назву китобійні бази.
У багатьох мовах, наприклад китайська, фінська та японська, слово корабель-носій відноситься до авіаносців; див. 母艦 (буквально "матка" + "бойовий корабель").

## Морські судна
Під час Другої світової війни у Німеччині створили підводний човен Type XIV або Milchkuh (дійна корова) який використовували для дозаправки U-човнів.
Корабель-носій може перевозити маленькі підводні апарати та субмарини в будь-який район океану для досліджень (наприклад, корабель Atlantis II перевозить ППА Алвін).
Сомалійські пірати використовують кораблі-носії щоб збільшити радіус бойової дії своїх швидких атакуючих човнів.

## Літаки
У авіації, кораблі-носії використовують у якості повітряних авіаносців, для повітряного старту і в ролі перевізника. Деякі великі літаки з великою дальністю польоту можуть перевозити випробувальні літаки. Корабель-носій також може бути частиною великого складного літака.

### Повітряні авіаносці

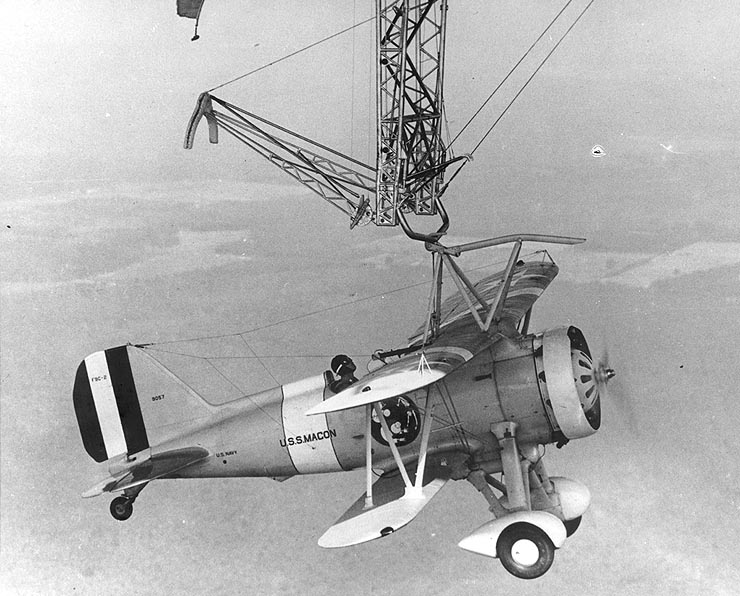
Винищувач Sparrowhawk прикріплений до "трапеції" на Маконі, 1933

У часи великих дирижаблів, США побудували два жорстких дирижаблі, USS Akron (ZRS-4) та USS Macon (ZRS-5), з бортовими ангарами які могли нести кілька винищувачів біпланів Curtiss F9C Sparrowhawk. Ці повітряні авіаносці використовували протягом кількох років. Ці дирижаблі мали внутрішній ангар з "трапецією" для утримання літаків.

### Повітряний старт

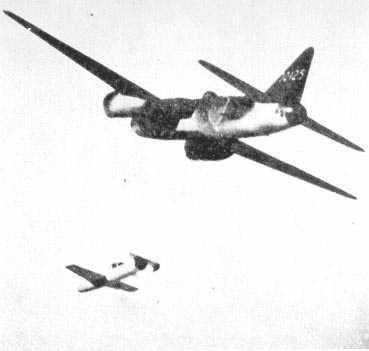
Запуск японського Ohka з бомбардувальника Mitsubishi G4M2e Betty

Для повітряного старту використовують великий літак-носій який доставляє у потрібну точку малий літак і скидає його.
Під час Другої світової війни японські бомбардувальники Mitsubishi G4M використовували для переносу реактивних літаків Yokosuka MXY7 Ohka, які використовували в своїх атаках камікадзе. Німеччини також розробляла реактивний бомбардувальник-носій, під назвою Daimler-Benz Проєкт C.
В США, НАСА використовували перероблені бомбардувальники для запуску експериментальних літаків. Найвідомішим був модифікований у 1960-х літак Boeing B-52 Stratofortress для відпрацювання пусків North American X-15.

### Транспортне перевезення

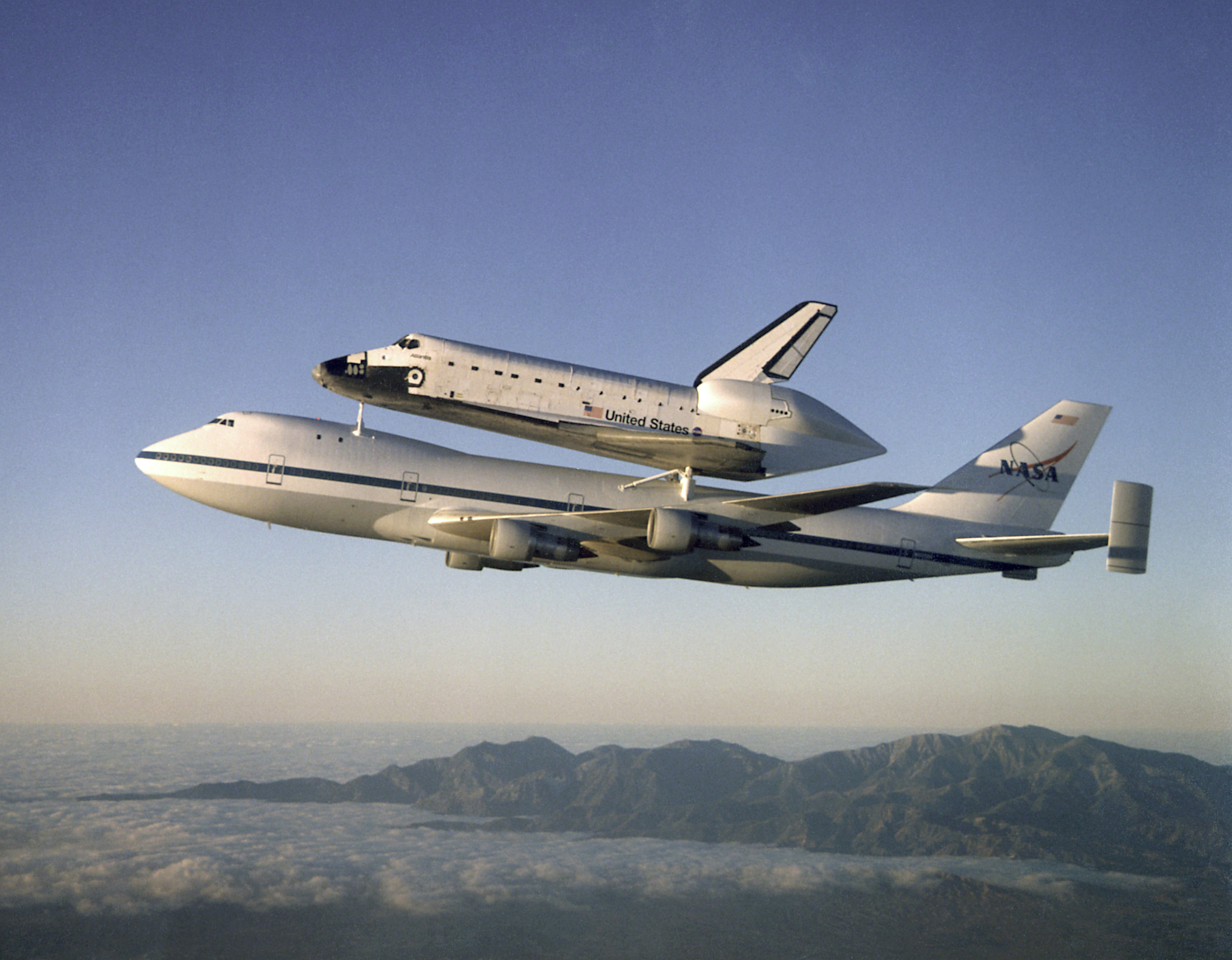
Атлантіс транспортується літаком Boeing 747 Shuttle Carrier Aircraft. Випробування проводили з корпусом човника Enterprise, але жодного реального пуску човника не відбулося

При такому використанні корабля-носія, вантаж, такий як ракети, ракетна зброя, літаки або орбітальні літаки, не відокремлюється від літака-носія.
Зазвичай такий тип перевезень використовують для тестування нових фюзеляжів до їхнього використання у польотах
Також таке перевезення використовують для доставки літаків або космічних апаратів. Відомими прикладами є:
- Пара модифікованих літаків Boeing 747 які відомі під назвою літак перевезення шатлів, їх використовували у НАСА для транспортування орбітального космічного човника і для запуску човника для випробувальних польотів.[7]
- У Радянському Союзі розробили і використовували літак Ан-225 «Мрія» для перевезення орбітального корабля Буран.

### Авіаматка

ТБ-3-4АМ-34ФРН у конфігурації Звено СПБ з винищувачами І-16 які озброєні бомбами ФАБ-250

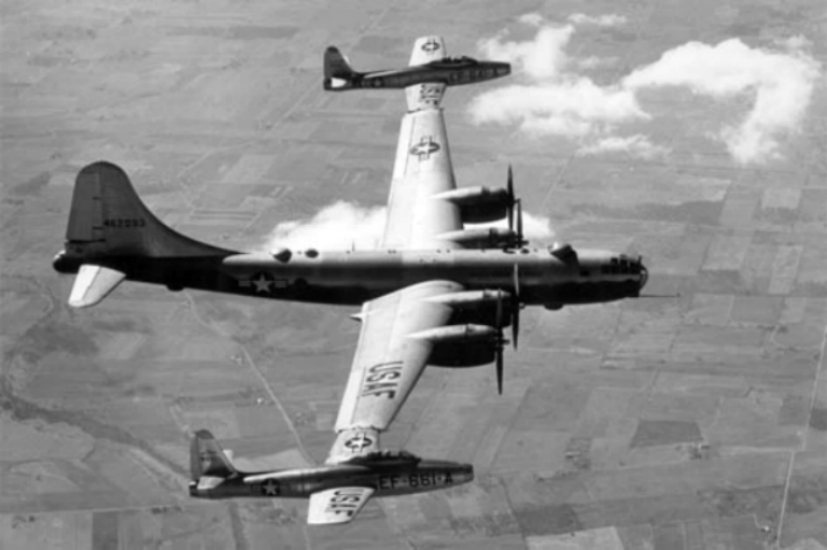
Проєкт Tip-Tow: Boeing B-29 з винищувачами Republic F-84 Thunderjet

Деякі великі дальні літаки модифіковані у якості авіаматки для перевезення літаків, наприклад для розвідки або у якості захисту від ворожих літаків.
Перші випробування з жорсткими дирижаблями були проведені під час Першої світової війни.
У той же час у Британії проводили випробування дирижабля класу 23. Пізніше у 1920-х, як частина "Програми розробки дирижаблів", вони використовували для експериментів R33. Легкий аероплан de Havilland Humming Bird був прикріплений під ним. У жовтні 1925 сквадрон-лідер Ролло Хайг, був скинутий з R33, а потім знов приєднався. Пізніше того ж року, спробу повторили, а Humming Bird залишався прикріпленим поки дирижабль не приземлився.
У 1926 він ніс два винищувача Gloster Grebe які скинули на станціях дирижаблів Пулхем і Кардінгтон.
У Америці, USS Los Angeles (ZR-3), використовували для тестування прототипу для авіаматок Акрон та Макон.
Під час Другої світової війни у Радянському Союзі було розроблено проєкт Туполева-Вахмістрова проєкт Звено. Було використано перероблені літаки Туполев ТБ-1 та ТБ-3 для перевезення та запуску п'яти малих літаків, зазвичай винищувачів супроводу або винищувачів-бомбардувальників.
На початку реактивної ери, винищувачі мали малий радіус польоту і були на рівні звичайних винищувачів і перехоплювачів. Рішенням стали дальні бомбардувальники які могли перевозити або буксирувати ескортні винищувачі.
Пізніше американці розробили проєкт FICON, модифіковані бомбардувальники B-36 Peacemaker. Для тестування використовували бомбардувальники B-29 Superfortress та B-36, які використовували у якості носіїв винищувачів RF-84K Thunderflash (проєкт FICON) та XF-85 Goblin.
У листопаді 2014  Агентство передових оборонних дослідницьких проєктів США (DARPA) видав галузевий запит на систему де невеликі безпілотні літальні апарати (БПЛА) можна запускати та повертати на їхні авіаматки, такі як бомбардувальники B-52 Stratofortress та B-1 Lancer, а також транспорту C-130 Hercules та C-17 Globemaster III.

### Об'єднані літаки
У об'єднаних літаках, двох або більше, використано частини літаків які злітають як єдина конструкція і потім розділяються. Британський експериментальний повітряний човен Short S.21 Maia виступав в ролі складного корабля-носія в проєкті трансатлантичної морської дволітакової конструкції під назвою Short Mayo Composite в 1930-ті роки.

## Космічні апарати
Концепція корабля-носія використали у висадках на Місяць у 1960-х роках. Американський Рейнджер 1962 року та радянський безпілотний апарат Луна 1966 року для приземлення мали сферичні капсули розроблені для скидання в останню мить з корабля-носія який доставляв їх до поверхні Місяця, а потім скидав на поверхню. У програмі Аполлон, астронавти в місячному модулі покинули командний/службовий модуль корабля-носія на місячній орбіті, спустилися на поверхню і повернулися на місячну орбіту для стикування з кораблем-носієм для повернення на Землю.
Серія літаків Scaled Composites White Knight розроблені для запуску літальних апаратів які вони переносять під фюзеляжем.

## У популярній культурі

### НЛО
Є багато свідчень про корабель-носій НЛО протягом літа 1947. Жінка в Палмдейлі, Каліфорнія, описувала місцевій пресі це як "корабель-носій (з) купою малих блюдець навколо неї". Термін корабель-матка поширив серед уфологів контактер Джордж Адамскі, який розповідав у 1950-х , що побачив сигароподібний венеріанський корабель-матку, з якого вилітали невеликі блюдцеподібні розвідувальні кораблі. Адамскі стверджував, що зустрів і потоваришував з пілотами цих розвідувальних кораблів, в тому числі з венеріанцем на ім'я Ортон.

### Наукова фантастика
Концепцію корабля-носія також використовують у науковій фантастиці, створюючи космічні кораблі-носії які є своєрідними флагманськими кораблями на флоті. В цьому контексті, слово mother ship використовують як одне слово: mothership. Корабель-носій може бути великих розмірів, щоб підтримувати весь інший флот.